# Moschea di Cheikh Rasaa
La moschea di Cheikh Rasaa (in arabo مسجد الشيخ الرصاع‎?) è una moschea tunisina nella Medina di Tunisi.
Si tratta di un patrimonio mondiale dell'umanità dell'UNESCO insieme a tutti i monumenti dell'area della Medina di Tunisi.
Attualmente non esiste più.

## Localizzazione

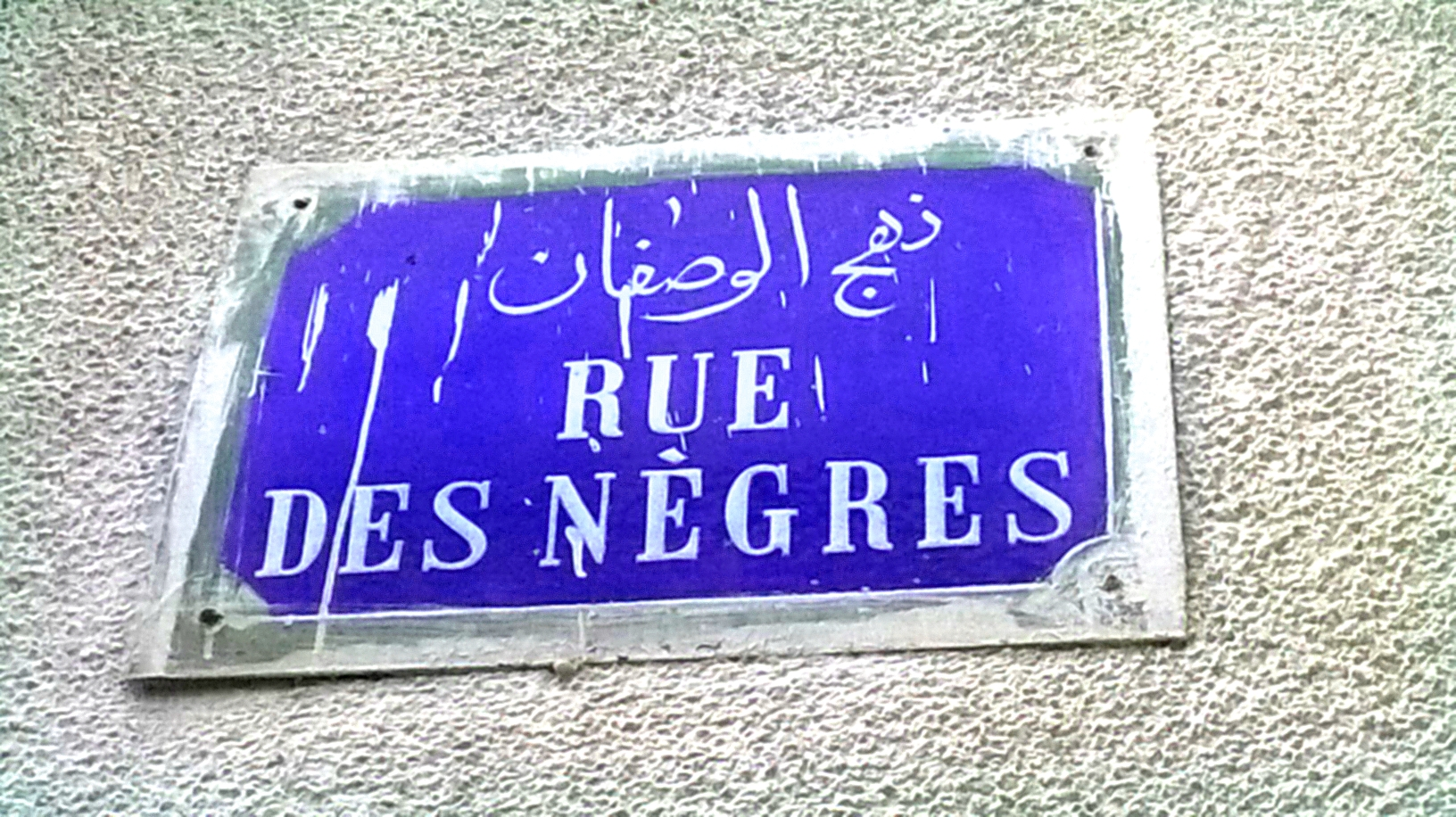
Placca metallica nella strada

La moschea era situata nei pressi di Suq En Nhas nel quartiere di Hafsia.

## Etimologia
Il suo nome deriva da Cheikh Rasaa, uno degli imam della moschea di Al-Zaytuna. Morì nel  1489.

## Storia
La moschea è stata costruita durante l'epoca di Hafsid. Aveva una sala e conteneva la tomba del suo fondatore.